# Den förvandlade draken
Den förvandlade draken är en reseskildring av Artur Lundkvist utgiven 1955.
Boken skildrar intryck från en tre månader lång resa genom Kina hösten 1954. Den skildrar det samtida Kina genom besök i storstäder, landsbygd, skolor, industrier med mera. Ett antal kapitel behandlar även kinesisk kultur, med bland annat ett besök på  Pekingoperan, samtida litteratur och landets moderna historia. Boken innehåller också ett porträtt av Mao Tse-Tung.
Resan gjordes strax efter att Folkrepubliken Kina hade utropats 1949. Lundkvist beskrev förändringarna i positiva ordalag och var kritisk mot Chiang Kai-sheks tidigare politik vilket ledde till hård kritik i den västvänliga svenska pressen när boken utkom. Kritikerna ansåg att Lundkvists perspektiv på utvecklingen i Kina fram till revolutionen var alltför snävt och kritiserade honom för hans tro på Kinas nya samhällsordning som ett föredöme. Lundkvist själv ansåg emellertid att han bara redovisade vad han såg i Kina och protesterade mot att bli kallad kommunist. I sin självbiografi menade han att boken var "så informativ och balanserad som omständigheterna medgav" och att den "utgjorde ändå inte främst ett politiskt ställningstagande och att mina iakttagelser stämde bra med dem som återfanns hos andra samtida Kinarapportörer".
Boken utgavs 1955 av Tidens förlag och har översatts till isländska och tyska.